# フライト・パニック 〜ペルシア湾上空強行脱出〜
『フライト・パニック 〜ペルシア湾上空強行脱出〜』（ارتفاع پست）は、2002年のイランの映画。高度15.000フィートで巻き起こるパニックアクション。海外で高い評価を受けるエブラヒム・ハタミキアの監督作品。

## あらすじ
ハイジャックを企てる男・ガセムは、パンクした車に乗り、妻・ナルゲスと親類たちが待つ空港へ向かっていた。自身たちが乗り込むイラン南部バンダル・アバス行き国内便に乗るために。フライト直前に空港へ到達した男・ガセムは親類とともに、搭乗手続きに入る。しかし親類たちはガセムがハイジャックを実行することを知らなかった。ハイジャックを企てる男・ガセムと、何も知らず出稼ぎの旅だと思っている親類たちは、無事ゲートを通過する。そしてハイジャック犯を乗せた飛行機が離陸してしまう。警備の人数と位置を確認したガセムが犯行に及ぼうとしたその時、妻・ナルゲスが拳銃を捨てたと告白する。後戻りできないガセムは、後部シートの警備員から銃を奪う。

## キャスト
- ハミッド・ファロクネジャード
- レイラ・ハタミ
- ゴハル・ヘイランディシュ
- カリーヌ・バナッス
- セバスチャン・ウベルデゥー
- ピーター・ミラー
- クレア・ピンパール

## 役名
- ガセム:ハミッド・ファロクネジャード
- ナルゲス:レイラ・ハタミ
- アティエフ:ゴハル・ヘイランディシュ
- マレク
- ハッサン
- メディ
- アッバス
- ロバベー

## スタッフ
- 監督:エブラヒム・ハタミキア
- 脚本:アスガル・ファルハーディー、エブラヒム・ハタミキア
- 出演:ハミッド・ファロクネジャード、レイラ・ハタミ、ゴハル・ヘイランディシュ
- 制作国:イラン
- 制作年:2002年
- 発売日:2007年8月1日
- ジャンル:パニック/アクション
- 言語:ペルシア語
- 販売元:ポニーキャニオン
- 時間:109分

## 評価
派手なアクションシーンは無いが、多少の緊迫感が漂うシーンがある。また家族愛や友情を描いている場面も組み込まれている。映画が始まって短時間で話が動き出すので、比較的見やすい映画となっている。